# María Kouvátsou
María Kouvátsou (en grec moderne : Μαρία Κουβάτσου 1979) est une joueuse d'échecs grand maître international féminin grecque (GMF). Elle a gagné le championnat du monde d'échecs junior, en 1999, le championnat de Grèce d'échecs, en 2000, et a représenté la Grèce dans trois olympiades d'échecs. En 2021, elle est intégrée au conseil d'administration de la Fédération hellénique des échecs, en tant que représentante des athlètes.

## Biographie

### Jeunesse
María Kouvátsou naît le 2 novembre 1979 à Athènes, en Grèce. Lorsqu'elle a cinq ans, son père lui a apprend à jouer aux échecs et sa famille déménage à La Canée, en Crète. À l'époque, il n'y a pas de club d'échecs à La Canée.

### Carrière
María Kouvátsou remporte le championnat grec d'échecs des moins de 16 ans, en 1992 (conjointement) et 1994. Elle gagne également le championnat grec d'échecs des moins de 20 ans en 1995, 1996 et 1999.
Elle représentr la Grèce au Championnat du monde d'échecs junior féminin à Bratislava 1993, Szeged 1994, Guarapuava 1995 (où elle termine troisième ex-aequo), et Erevan 1997. Elle participe également au Championnat d'échecs junior mondial féminin à Kozhikode 1998, et remporte l'événement à Erevan 1999. Elle reçoit le titre de grand maître international féminin pour ce résultat. Elle représente également la Grèce au Championnat d'échecs européen des jeunes filles dans les années 1994 à 1997.
Elle représente la Grèce à trois Olympiades d'échecs, à Elista 1998, Istanbul 2000 et Bled 2002.